# Universidad Nacional de Tres de Febrero
L'Université nationale de Tres de Febrero (en espagnol : Universidad Nacional de Tres de Febrero, acronyme UNTREF) est une université publique argentine.
L'université et située dans la ville de Caseros, capitale du partido de Tres de Febrero, dans la province de Buenos Aires. 

## Programmes d'études supérieures
- Baccalauréat en administration des affaires
- Baccalauréat en administration et gestion des politiques sociales
- Baccalauréat en administration publique
- Baccalauréat en relations commerciales extérieures
- Baccalauréat en gestion artistique et culturelle
- Baccalauréat en statistiques
- Baccalauréat en sécurité et hygiène du travail
- Baccalauréat en soins infirmiers
- Baccalauréat en psychomotricité
- Baccalauréat en histoire
- Baccalauréat en géographie
- Baccalauréat en arts électroniques
- Baccalauréat en musique autochtone, classique et populaire d'Amérique
- Baccalauréat en musique
- Baccalauréat en gestion du sport
- Baccalauréat en systèmes d'information géographique
- Ingénierie informatique
- Ingénierie du son
- Génie de l'environnement